# Манастир Григоријат
Григоријат (грч. Μονή Οσίου Γρηγορίου) - је један од светогорских манастира, који је у хијерархији Свете горе на 17-том месту. Смештен је у југоисточном делу Атонског полуострва.
Основао га је свети Григорије Млађи, ученик светог Григорија Синајита у XIV веку по коме је манастир и добио име, а чије мошти почивају у манастиру Горњак у Србији. Манастирски храм је саграђен у XVIII веку, и посвећен је Светом Николи.
У манастиру се чувају свете мошти светитеља Атанасија Римљанина, Харалампија Никомидијског, светих безсребреника Козме и Дамјана, свештеномученика Кирика, Светог Григорија и многе друге.
Братство, има 70 монаха.
Библиотека манастира садржи 297 рукописа (11 у пергамента) и 4000 штампаних књига.
Манастир се од 1988. године, заједно са осталих деветнаест светогорских манастира, налази на УНЕСКО-вој листи светске баштине у склопу споменика средњег века обједињених под заштићеном целином Планина Атос.
Старешина манастира од 1974. до 2014. године био је Георгије Капсанис.